# Campylocheta rindgei
Campylocheta rindgei là một loài ruồi trong họ Tachinidae.